# Uummannaq
Uummannaq (někdy počeštěno jako Umanak, zastarale Umanaq, Ũmañak, Ũmának, dánsky Omenak) je město v kraji Avannaata v Grónsku. V roce 2018 tu žilo 1359 obyvatel, takže je to druhé největší město kraje Avannaata a deváté největší město Grónska.

## Historie
Ostrov Uummannaq nebyl osídlen až do roku 1763, když přišli obyvatelé východního pobřeží Grónska a založili osadu s názvem Ũmañak. V roce 1804 se oficiální název změnil na Ũmának, později podle Dánů na Omenak. Tento název zůstal až do roku 1979; tehdy byla vyhlášena autonomie Grónska a název města byl změněn na Umanak, avšak ještě stejný rok na Umanaq. Oficiální název Uummannaq byl přijat v roce 1981.
Název Uummannaq znamená (město) ve tvaru srdce. Je pojmenován po stejnojmenné hoře za městem.

## Geografie

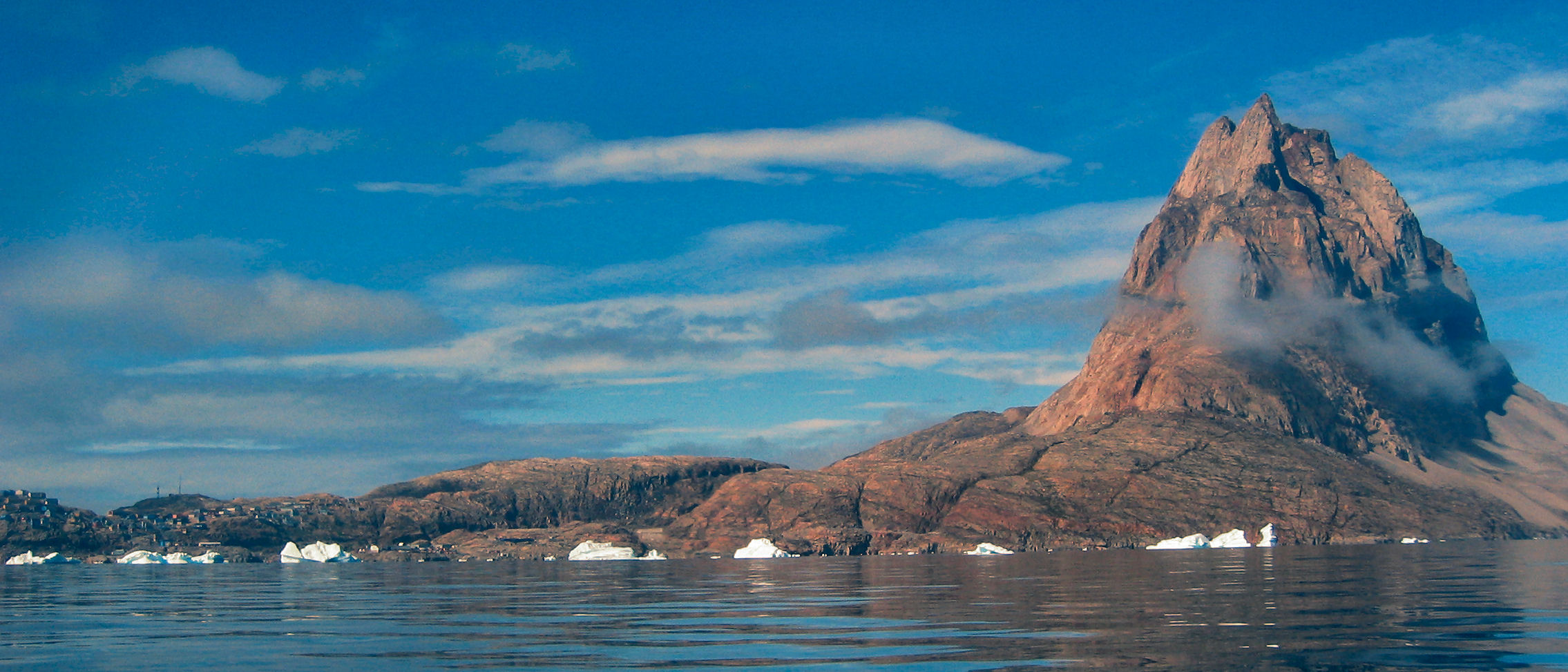
Pohled na Uummannaq (vlevo) z moře, vpravo je vidět hora Uummannaq

Uummannaq se nachází asi 590 km severně od severního polárního kruhu na stejnojmenném ostrově na břehu Umanackého fjordu. Nachází se asi sedm km severovýchodně od poloostrova Nuussuaq. Za městem se nachází i stejnojmenná hora, vysoká 1170 m. Je velice strmá, takže není dobrá na horolezectví.

## Doprava
Uummannaq nemá letiště, ale heliport, nejbližší letiště, do kterého lze také z Uummannaqu letět, je letiště Qaarsut. Z místního heliportu lze také letět do Ikerasaku, Illorsuitu, Niaqornatu, Nuugaatsiaqu, Saattutu a Ukkusissatu. V Uummannaqu se nachází také lodní přístav.

## Kultura

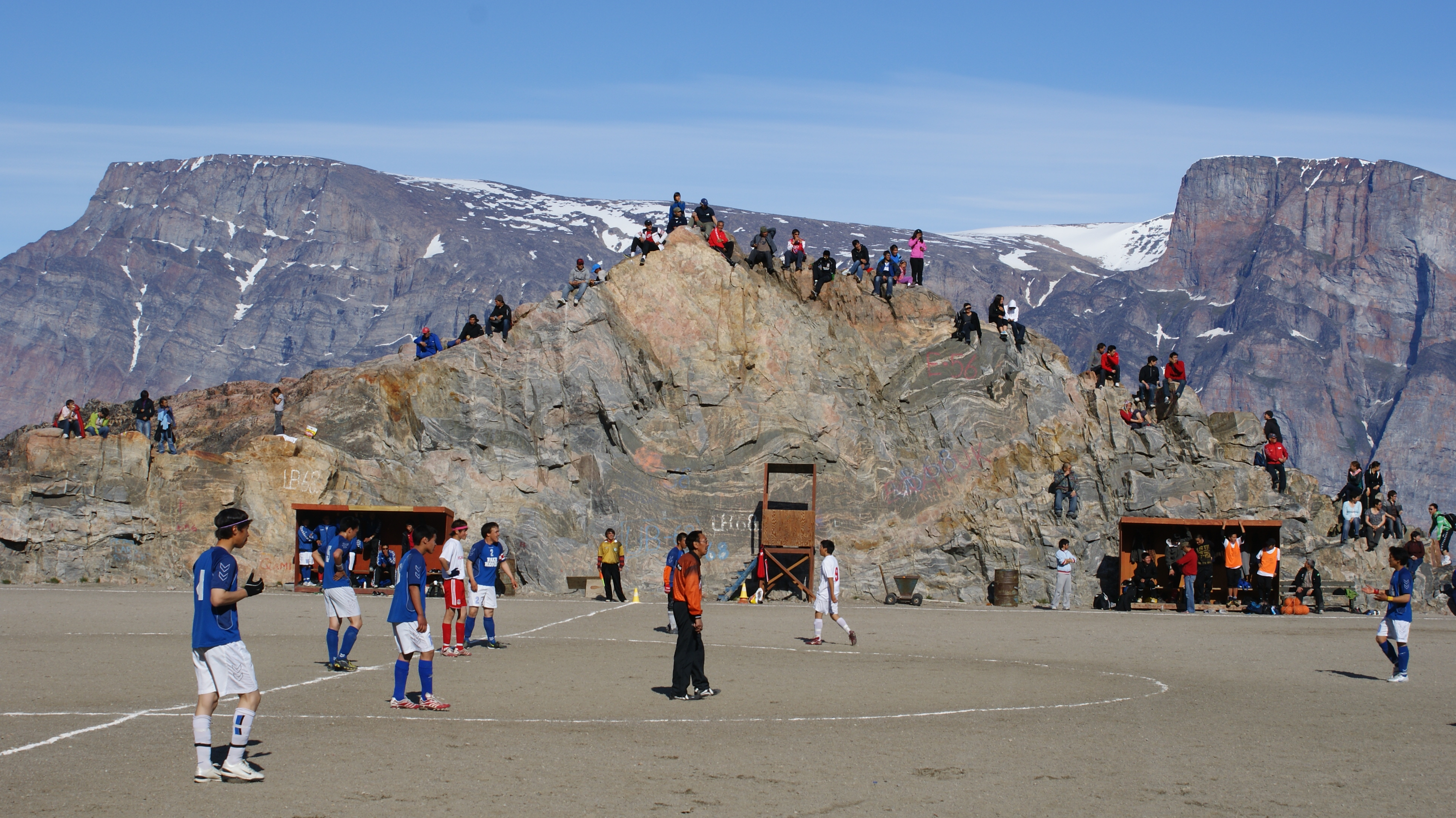
Fotbalový zápas v Uummannaqu, v pozadí je vidět ostrov Salliaruseq

- Děti v Uummannaqu věří, že u zálivu Spraglebugten na západě ostrova žije Santa Claus. Byl tu vybudován dům s názvem Santa's Castle, který je oblíbenou turistickou atrakcí.

- V roce 1933 zde byl natočen film S.O.S. Eisberg. Film režíroval Arnold Fanck. Leni Riefenstahlová, pozdější propágátorka nacistického Německa, v něm hrála jednu z v hlavních roli.[1]

- V roce 2008 vydala zpěvačka KT Tunstall ve svém albu Tiger Suit píseň s názvem Uummannaq Song, která byla inspirována jejím výletem v září 2008 do Uummannaqu.

## Počet obyvatel
Uummannaq je třetím největším městem Qaasuitsupu. Do roku 2015 byl jedenáctým největším městem Grónska, ale díky klesání počtu obyvatel v Nanortaliku je nyní Uummannaq desátým největším městem v Grónsku.

## Významní obyvatelé
- Ole Jørgen Hammeken, polárník
- Hans Grøndvold, objevitel Qilakitsockých mumií
- Nukaaka Coster-Waldau, herečka a zpěvačka
- Aleqa Hammondová, bývalá ministryně Grónska